# Пара-Метокси-N-этиламфетамин
пара-Метоксиэтиламфетамин (PMEA) — это стимулирующий препарат, родственный PMA. По общему мнению, PMEA производит эффекты, схожие с PMA, но значительно менее эффективен и, по-видимому, имеет немного меньшую тенденцию вызывать сильную гипертермию, по крайней мере, при низких дозах. Однако при более высоких дозах побочные эффекты и опасность смерти приближаются к таковым самого PMA, и PMEA все равно следует считать потенциально опасным препаратом. Расследование смерти, связанной с наркотиками, в Японии в 2005 году показало, что PMEA присутствовал в организме и, как считалось, был ответственен за смерть.